# Die Straßennamen der Landeshauptstadt Hannover
Die Straßennamen der Landeshauptstadt Hannover titelt ein 1992 erschienenes Nachschlagewerk über die Straßen sowie die Entstehungsgeschichten zu den Straßennamen der niedersächsischen Landeshauptstadt Hannover. Das Werk stammt aus der Feder des im Hannoverschen Stadtarchiv tätig gewesenen Archivars Helmut Zimmermann.

## Geschichte

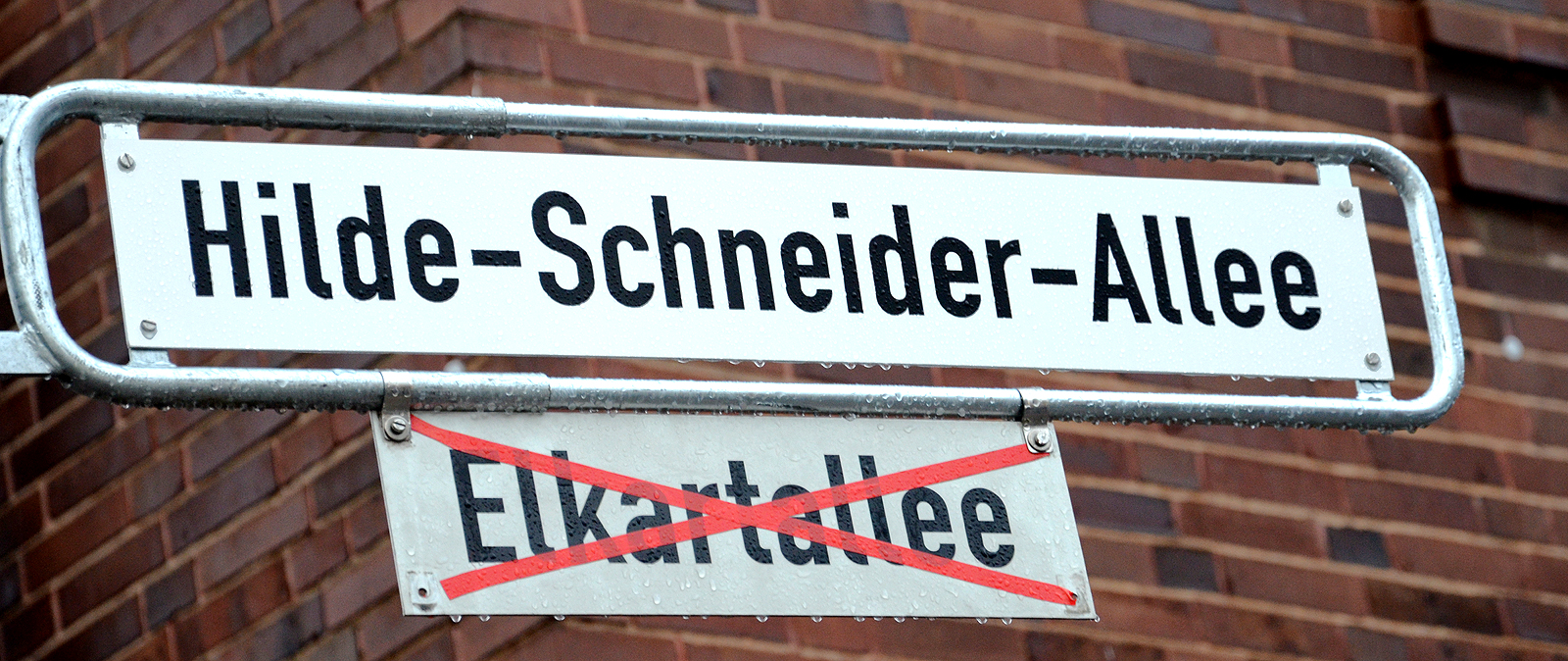
Die zuvor nach dem Stadtplaner Karl Elkart benannte Straße wurde nach der als Jüdin verfolgten Diakonisse Hilde Schneider umbenannt

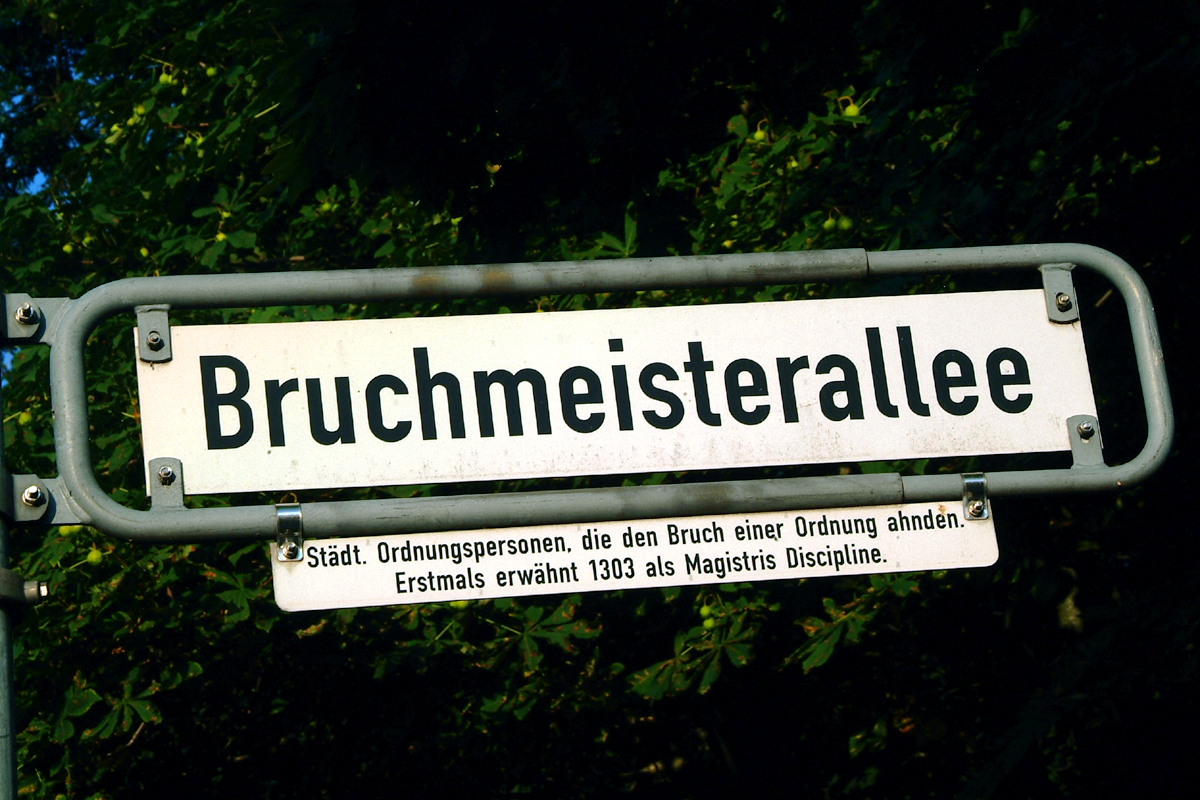
Die Legendentafel am Straßenschild der Bruchmeisterallee am Schützenplatz erläutert die seit dem Mittelalter erstmals als „Magistris Discipline“ erwähnten städtischen Ordnungsmeister, die Bruchmeister

1905 publizierte der Archivar der Stadtbibliothek Hannover sowie des Stadtarchivs Hannover erstmals bei den von der Hahnschen Hofbuchhandlung herausgegebenen Hannoverschen Geschichtsblättern (HGBl.) Erläuterungen zunächst nur über „die älteren Strassennamen der Stadt Hannover.“
Erst knapp neun Jahrzehnte später veröffentlichte der hannoversche Archivar Helmut Zimmermann 1992 unter der ISBN 978-3-7752-6120-3 und der ISBN 3-7752-6120-6 ein neues, erläuterndes Gesamtverzeichnis zu den damals existierenden hannoverschen Straßenbenennungen.
Erläuterungen zu Neu- und Umbenennungen von Straßennamen nach 1992 gab Zimmermann ebenfalls in den Hannoverschen Geschichtsblättern; unter Überschriften wie beispielsweise „Hannovers Straßennamen – Veränderungen seit 2001“. Zudem hatte er 1994 in demselben Periodikum seinen Beitrag über „verschwundene Straßennamen in Hannover“ publiziert.
2008 gab die Landeshauptstadt Hannover eine Publikation heraus unter dem Titel Bedeutende Frauen in Hannover. Eine Hilfe für künftige Benennungen von Straßen, Wegen, Plätzen und Brücken nach weiblichen Persönlichkeiten.
Am 1. November 2018 stellte der Beirat „Wissenschaftliche Betrachtung von namensgebenden Persönlichkeiten in Hannover“ einen umfangreichen Abschlussbericht vor, in dem er – unverbindlich – die Umbenennung von 17 Straßennamen im hannoverschen Stadtgebiet empfahl. In der Folge wurde beispielsweise die Sohnreystraße, die den dem Nationalsozialismus verpflichteten Schriftsteller Heinrich Sohnrey ehrte, nach der Holocaust-Überlebenden Lola Fischel umbenannt.